# Снігоочисник вузькоколійний

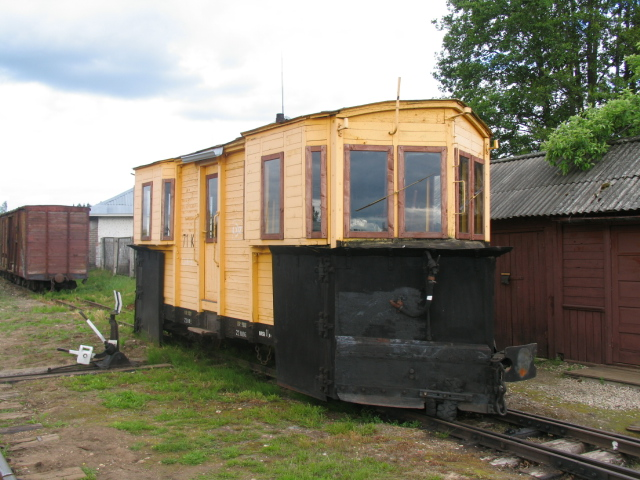
Снігоочисник 750мм

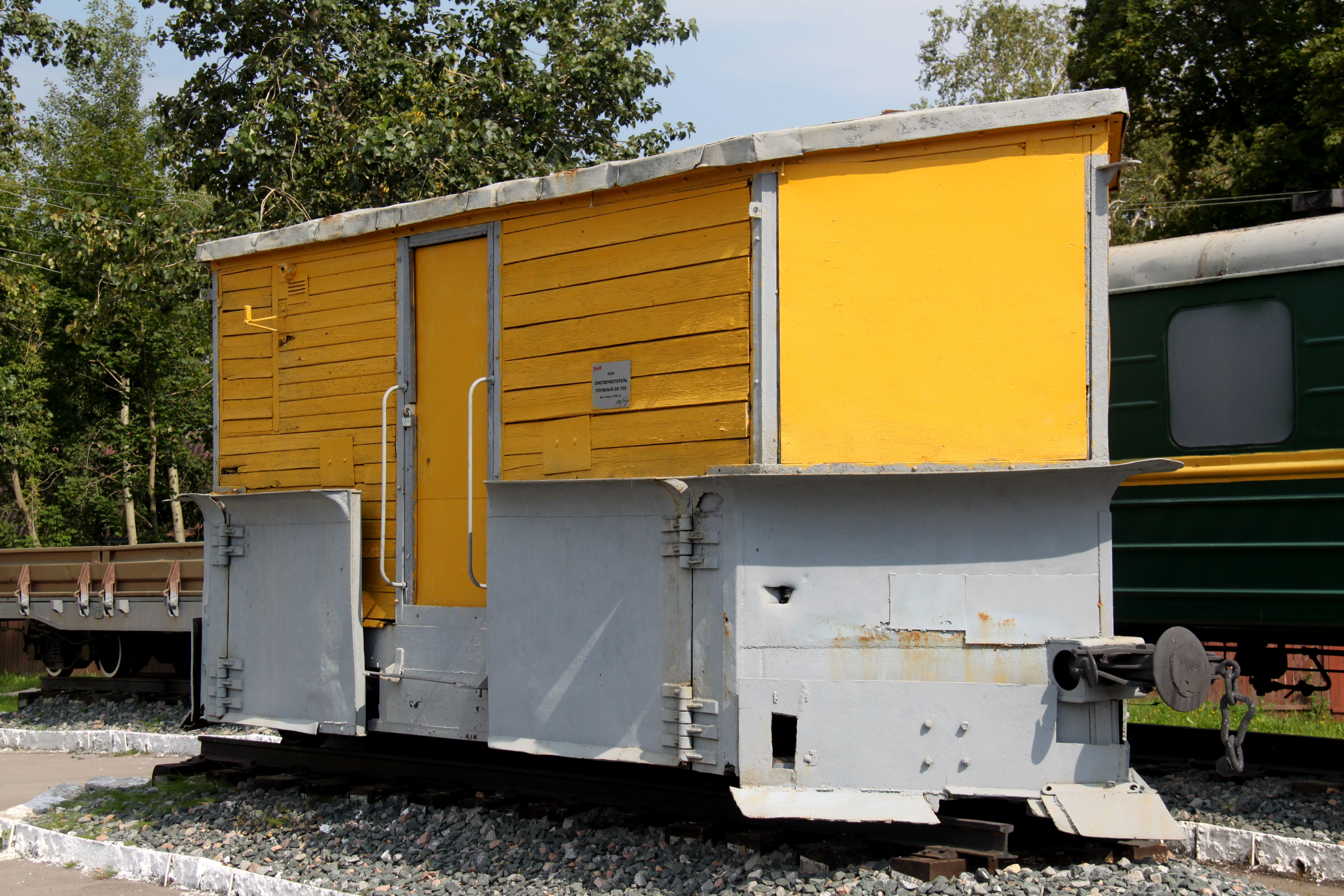
Снігоочисник СО 750 в музеї вузькоколійної техніки станції Тумська

Снігоочисник вузькоколійний — колійна машина для очищення залізничних колій від снігу, торфу.

## Типи і конструкція
- Плужні — для очищення шляхів при глибині снігового покриву до 1,5 м, відкидають сніг убік на відстань до 4 -х метрів. Такий тип снігоочисника не дозволяє прибирати сніг зі стрілочних переводів та в обмежених місцях.
- Щиткові — для очищення від снігу станційних колій і стрілочних переводів.
- Шнек-роторні / Плужно-роторні — для очищення від снігу перегонів і станційних колій при глибині снігу більше 1 метра, відкидають сніг убік.

## Плужні
ЛД 24 (навісний снігоочисник ЛД 24) — радянський, плужний снігоочисник, випускається Камбарським машинобудівним заводом. Призначений для прибирання снігу висотою до 0,5 м, на залізницях колії 750 … 1067 мм. Снігоочисник, рухаючись в будь-якому напрямку, включаючи в роботу передній по ходу плуг, очищає колії від снігу. Робоче обладнання снігоочисника навішується на тепловоз: ТУ7А, ТУ8, ТУ6СПА по кінцях рами. Дальність відкидання снігу снігоочисником залежить від швидкості руху, при 25-35 км/год сніг відкидається на відстань 3-6 м, при 50 км/год — до 9 метрів. На базі снігоочисників ЛД-24 були створені ширококолійні самохідні снігоочисники СП-ТГ і ТГМ40С.
СП2 (Снігоочисник СП2) — радянський. Причіпний плужний снігоочисник, випускається Камбарським машинобудівним заводом. Призначений для патрульної служби на залізницях для прибирання снігу на магістральних шляхах при висоті снігу до 0,7 м і ширині очищеної смуги до 3,6 м. Причіпний снігоочисник для можливості очищення шляхів від снігу. Снігоочисник типу СП2 встановлений на двовісному візку, який причіплюють перед поїздом.

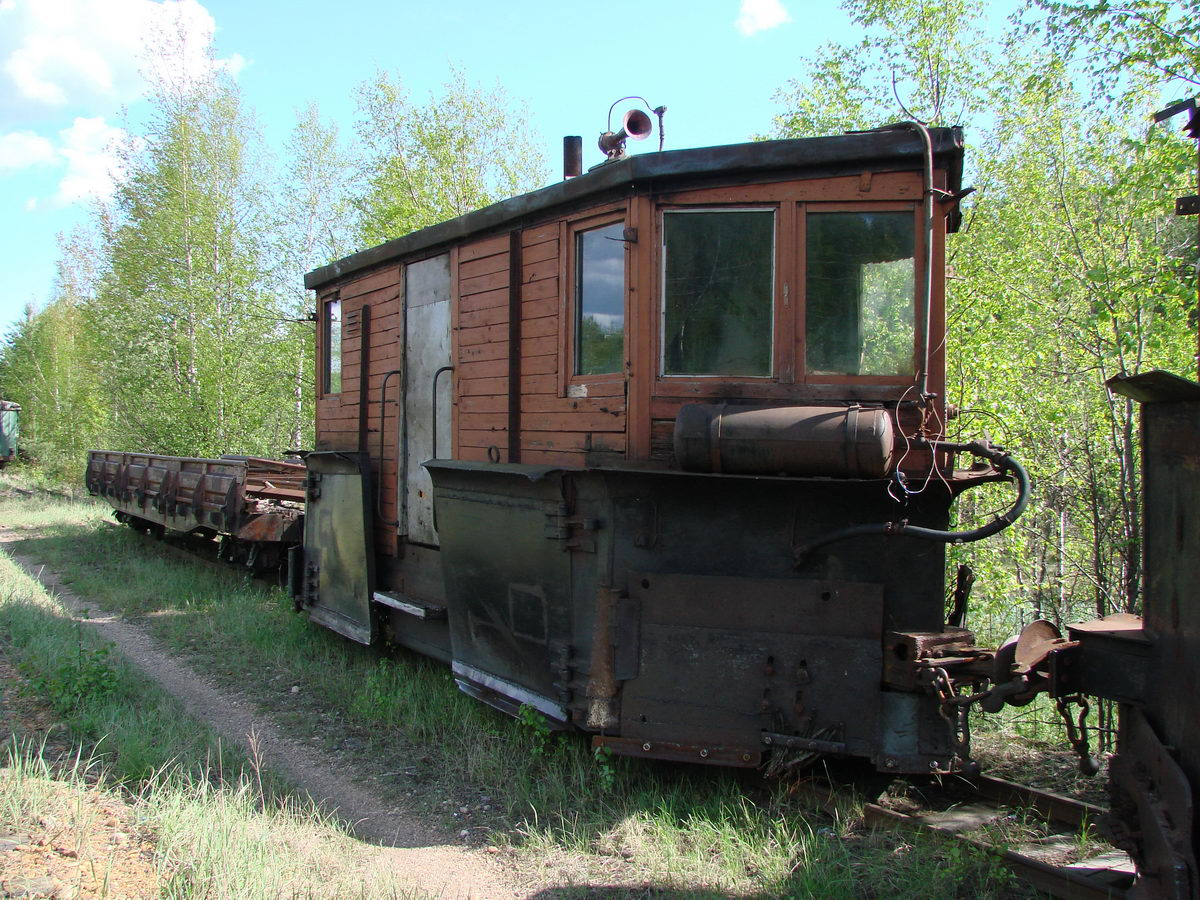
Снігоочисник СО-750

Снігоочисники типу СО-750 — радянські. Снігоочисники випускалися в двох варіантах СО-1-750 і СО-2-750, які відрізнялися довжиною кузова, базою і шириною розкриття крил. Призначений для патрульної служби на залізницях для прибирання снігу на магістральних коліях. Кузов снігоочисника дерев'яний, привід всіх органів ручний, снігоочисники обладнували світловою сигналізацією та опаленням грубкою-буржуйкою, яку встановлювали всередині кузова.